# Istradefilina
Istradefylina, es comercializada bajo varias  marcas incluyendo Nourianz, y es un medicamento que se utiliza con levodopa/carbidopa para los episodios en la enfermedad de Parkinson .   Un episodio "inactivo" es un momento en el que otros medicamentos no funcionan bien, lo que produce temblores y dificultad para caminar.  Este medicamento se toma por vía oral. 
Los efectos secundarios de este medicamento incluyen movimientos musculares involuntarios, estreñimiento, alucinaciones, mareos, náuseas y dificultad para dormir;  otros efectos secundarios pudieran incluir comportamiento compulsivo.  Es un antagonista del receptor de adenosina A2A . 
Este medicamento fue aprobada para uso médico en los Estados Unidos en 2019.  En Europa se le negó su aprobación en 2021 debido a evidencia poco clara de sus beneficios.  No está disponible en el Reino Unido.  En Estados Unidos cuesta alrededor de 1.500 dólares estadounidenses al mes. 